# São Luís do Quitunde
São Luís do Quitunde là một đô thị thuộc bang Alagoas, Brasil. Đô thị này có diện tích 404,01 km², dân số năm 2007 là 26070 người, mật độ 64,53 người/km².